# Markolin z Forli
Markolin z Forli (ur. 1317 w Forlì; zm. 24 stycznia 1397) – błogosławiony Kościoła katolickiego, włoski dominikanin.

## Życiorys
W młodym wieku wstąpił do zakonu dominikanów. Był zwolennikiem reform Rajmunda z Kapui. Zmarł 24 stycznia 1397 r.
Jego kult zatwierdził 9 maja 1750 Benedykt XIV..